# Hetaerina infecta
Hetaerina infecta är en trollsländeart som beskrevs av Philip Powell Calvert 1901. Hetaerina infecta ingår i släktet Hetaerina och familjen jungfrusländor. IUCN kategoriserar arten globalt som livskraftig. Inga underarter finns listade i Catalogue of Life.